# 大北街街道
大北街街道，是中华人民共和国河北省张家口宣化区下辖的一个乡镇级行政单位。

## 行政区划
大北街街道下辖以下地区：
钟楼东社区、北门外社区、钟楼北社区、大北社区和宣赤路北社区。